# Székelyszáldobos
Székelyszáldobos (1899-ig Száldobos, románul Doboșeni) falu Romániában, Kovászna megyében. Közigazgatásilag Bardochoz tartozik.

## Fekvése
Székelyudvarhelytől 49 km-re délkeletre, a Kormos-patak kiszélesedő völgyében fekszik. A DJ131-es úton közelíthető meg.

## Története
Székelyszáldobos nevét 1332-ben említette először oklevél Zaldubus néven, mint a Sepsi esperességben fekvő települést.
Lakossága a tatárok által elpusztított Kisszáldobos és Valál lakóinak egy részével gyarapodott, majd a fülei
határban a 17. században elpusztult Dobó lakosságának egy része is itt kapott menedéket.
Volál az azonos nevű patak völgyében a Faluhelynek nevezett helyen feküdt, valószínűleg az 1596. évi tűzvészben pusztult el. Régi református templomát 1795-ben tűzvész pusztította el, majd 1838-ban a földrengés is megrongálta. 1853-ra építették újjá, úgy hogy a régi templomból semmi sem maradt. Közelében egy négykaréjos, lóhereíves kápolna alapjaira bukkantak, mely régen temetőkápolna lehetett.
A falu borvizéről volt híres, a hegyfarki fürdőt Bethlen Gábor is felkereste egykor. 1910-ben magyar 935 lakosa volt. A trianoni békeszerződésig Udvarhely vármegye Homoródi járásához tartozott.
Az 1992-es népszámlálás adatai szerint a falu lakossága 1409, amelyből 873 magyar református mellett 536 román anyanyelvű roma nemzetiségű. A roma lakosság elsősorban pünkösdista és ortodox vallású.
A 2002-es népszámlálás alapján a falu lakossága 1779, amelyből kb. 829 magyar református mellett kb. 950 román anyanyelvű roma nemzetiségű (ebből kb. 480 vallja cigánynak magát).

## Testvérvárosa
- Vésztő, Magyarország (1991)